# Eugeniusz Kotas
Eugeniusz Józef Kotas (ur. 11 marca 1932 w Chorzowie) – polski działacz partyjny i samorządowy, w latach 1978–1981 prezydent Chorzowa.

## Życiorys
Syn Michała i Hildegardy. W 1955 wstąpił do Polskiej Zjednoczonej Partii Robotniczej, w tym samym roku został członkiem egzekutywy Komitetu Zakładowego PZPR w Chorzowskiej Wytwórni Konstrukcji Stalowych Konstal. Od 20 maja 1978 do 26 listopada 1981 pełnił funkcję prezydenta Chorzowa. Następnie w latach 1981–1989 kierował Wojewódzką Komisją Kontroli Partyjnej Komitetu Wojewódzkiego PZPR w Katowicach. W marcu i kwietniu 1989 kształcił się na kursie w Akademii Nauk Społecznych przy KC KPZR.